# Castell de Pena
El Castillo de Pena es un castillo del municipio de Ogassa, en la comarca del Ripollés, declarado bien cultural de interés nacional.

## Descripción
El castillo se encontraba  en el monte de Santo Amanç entre Saltor y Bruguera. De él solo se conoce la documentación y solo han quedado algunas piedras sin ninguna característica en particular y el topónimo del monte de Santo Amanç.

## Historia
El castillo de Pena aparece documentado por primera vez en el año 1024, en el acta de consagración de la iglesia de San Martín de Ogassa. Entonces el señor del castillo era Joan Oriol, quién lo cedió, junto a la parroquia, al monasterio de San Juan de las Abadesas, aunque se reservó algunos derechos. La familia Oriol tomó el nombre de la baronía de Salas, de la cual eran señores, y continuaron poseyendo derechos del castillo de Pena y en Ogassa. 